# Central Trains
Central Trains – dawny brytyjski przewoźnik kolejowy istniejący w latach 1997-2007, należący do National Express Group. Przedsiębiorstwo posiadało koncesję na obsługę linii kolejowych w środkowej i wschodniej Anglii oraz środkowej Walii. 
Przedsiębiorstwo utworzono w 1997 roku, wkrótce po likwidacji państwowego przewoźnika British Rail i otrzymaniu koncesji trwającej do 2006 roku, a następnie wydłużonej do 2007 roku. Po wygaśnięciu koncesji większość tras obsługiwanych przez Central Trains została przejęta przez London Midland.

## Obsługiwane połączenia
Przedsiębiorstwo Central Trains obsługiwało zarówno międzymiastowe połączenia dalekobieżne (jako Central Citylink) jak i regionalne. Część połączeń regionalnych w obszarze metropolitalnym Birmingham, w hrabstwie West Midlands było realizowanych w ramach tzw. Network West Midlands.

### Central Citylink

Mapa połączeń Central Citylink

- Birmingham New Street – Liverpool Lime Street
- Birmingham New Street – Stansted Airport
- Cardiff Central – Birmingham New Street – Nottingham
- Liverpool Lime Street – Nottingham – Norwich